# Derectaotus nigrovittatus
Derectaotus nigrovittatus är en insektsart som beskrevs av Lucien Chopard 1961. Derectaotus nigrovittatus ingår i släktet Derectaotus och familjen Mogoplistidae. Inga underarter finns listade i Catalogue of Life.